# 세동가리돔
세동가리돔은 농어목 나비고기과의 물고기이다. 몸길이는 15cm이다. 몸통은 원형에 가깝고 옆으로 납작하다. 